# Дунганское восстание (1895—1896)
 Дунганское восстание (1895—1896) — восстание различных китайских мусульманских этнических групп в Цинхае и Ганьсу против династии Цин, возникшее из-за ожесточенного спора между двумя суфийскими орденами одной и той же секты. Вдохновленная ваххабитами организация Ихевани затем присоединилась и поддержала восстание, которое было подавлено лояльными мусульманами.Большинство восставших были убиты , но часть со своими семьями перешли границу и поселились в средней Азии на территориях нынешних Казахстана , Кыргызстана и Узбекистана в тот период входивших в состав Российской Империи.

## Восстание
Дунганское восстание (1895—1896) вспыхнуло там же, где и восстание Джахрия 1781 года, по тем же причинам: межконфессиональное насилие между двумя суфийскими орденами Накшбандия. После того, как соперничающие суфийские духовные ордена Накшбандия подрались и обвинили друг друга в различных проступках, вместо того, чтобы продолжать насилие, они решили использовать правовую систему Цин для разрешения спора. Они подали противоположные иски через офис префекта Синин, и судья по этому делу решил не выносить постановление о том, какая группа превосходит другую в вопросах всех исламских дел, и призвал их вести себя хорошо. В результате обе группы прибегли к насилию. Даотай был послан Цин, чтобы сокрушить виновных в насилии, которое закончилось гибелью нескольких человек. Это привело к тому, что участвующие в споре стороны восстали против Цин.
В Сюньхуа, Цинхай, массы хуэйцев, дунсянов, баоаней и саларов были подстрекаемы к восстанию против Цин лидером Разноцветной мечети Ма Юнлином. Солдатам приказал уничтожить повстанцев бригадный генерал Тан Яньхэ . Ма Дахан заключил сделку с товарищем дунсян Ма Ванфу во время восстания против династии Цин. В Хэчжоу, Дидао и Сюньхуа они направили своих сторонников присоединиться к восстанию. Тяохэян, Санцзяджи и Гуанхэ были согласованы как точки на оборонительной позиции, и они пообещали, что не капитулируют.
Вдохновленная ваххабитами Ма Ванфу секта Ихевани считалась сектой «нового учения» . Ихевани поощряли восстание.
Генерал-губернатор Ян Чанцзюнь послал войска для подавления восстания.
Дун Фусян, главнокомандующий Кашгарией (Кашгар), получил телеграмму с приказом ему и генералу Ма Синьшэну освободить восставшие районы путем проведения форсированных маршей. Его лояльные китайские мусульманские войска во главе с мусульманскими офицерами, такими как Ма Аньлян, Ма Голян, Ма Фусян и Ма Фулу, подавили восстание, как сообщается, отрезав повстанцам головы и уши. Дун получил звание генералиссимуса. Войска Дун Фусяна из Хэчжоу были вооружены «Маузерами» и «Ремингтонами» — современными европейскими пистолетами, только что привезенными из Пекина. Их новое оружие значительно превосходило клинковое оружие и дульнозарядные орудия мусульманских повстанцев и разгромило их в бою.
Мусульманская кавалерия Ма Аньляна разбила мусульманских повстанцев у горы Бычье Сердце и 4 декабря сняла осаду Хэчжоу. Он возглавил кавалерийские войска Хуэй, чтобы уничтожить повстанческих мусульманских бойцов-саларов, которые согласились вести переговоры безоружными на банкете, сказав им: «Отрекитесь от меня как мусульманина, если я обману тебя». В награду он получил звание генерала Синьцзяна и полковника Хэчжоу после подавления восстания. Лояльные мусульманские генералы возглавили свои войска, чтобы начать массовую резню восставших мусульман. Они обезглавили повстанцев и отрезали им уши. Говорили, что мусульманская кровь окрасила красную шапку Ма Аньляна, а головы мусульман использовались для строительства офисов Ма Фусяна и Ма Фулу.
В 1895 году Ма Аньлян снял осаду Синина с помощью четырех инь (ин — китайская единица батальона).
Ма Ваньфу сдался, когда китайские приверженцы мусульман генерал Ма Аньлян и Дун Фусян прибыли, чтобы разгромить мятежных мусульман, и Ма Дахан был убит во время боя.
Ма Юнлинь (Ма Юнлинь), его сын и более сотни других лидеров мусульманских повстанцев были схвачены и обезглавлены Дун Фусяном.
2 августа 1896 года сообщалось, что цинские генералы устроили крупномасштабную резню повстанцев: в одном районе 8000 человек были убиты, а женщины проданы в рабство.
Около 400 мусульман в Топе не присоединились к восстанию и заявили о своей лояльности Китаю. Ссора между ханьским китайцем и его женой-мусульманкой привела к резне этих мусульман, когда она пригрозила, что мусульмане из Топы нападут на Танкар и дадут сигнал своим единоверцам подняться и открыть ворота, сжег храмы на вершине горы. холмы. Муж сообщил об этом чиновнику, и на следующий день мусульмане были убиты, за исключением нескольких мусульманских девушек, которых выдали замуж за ханьцев.
Тибетцы помогли подавить мусульманских повстанцев в 1896 году, как они это сделали во время восстания Джахрия в 1781 году. Мусульмане Таочжу также сражаются против повстанцев, и вся семья лидера повстанцев Ма Юнлиня была казнена.
Генералы Дун Фусян, Ма Аньлян и Ма Хайянь первоначально были вызваны в Пекин во время Первой китайско-японской войны в 1894 году, но вспыхнуло Дунганское восстание (1895), и впоследствии они были отправлены для подавления повстанцев.
Из-за восстания в ханьско-китайской католической деревне Сяоцяопан на западе Внутренней Монголии ответственные бельгийские священники ввели оборонительные процедуры.
Тайное китайское общество Гэлаохой проникло в армию Цин в Синьцзяне во время восстания и якобы планировало помочь повстанцам Хуэй до того, как повстанцы Хуэй будут разгромлены.
В ходе восстания погибло около 100 000 человек.
В 1909 году Ма Аньлян приказал арестовать и немедленно расстрелять шестерых лидеров новой исламской секты после того, как они вернулись из Мекки, поскольку он был членом старой секты и хотел остановить еще один случай межконфессионального насилия после боевых действий между различными исламскими сектами, вызвало мусульманское восстание 1895 года.
Регулярные административные единицы начали заменять туси в конце Цин, а в 1895 году лидеры мусульманских повстанцев Ма Юнлинь и Ма Дахан потерпели поражение от проправительственных мусульман, служивших под командованием Ма Аньляна и Дун Фусяна. Мусульманские лидеры, такие как Ма Юаньчжан и Ма Фусян, также заявили о своей верности Китайской Республике даже после того, как после 1916 года Китай скатился к милитаризму.